# 護送車
護送車（ごそうしゃ）は、日本の警察が被疑者を警察署や地方検察庁・区検察庁・裁判所・拘置所へ移送するための車両である。

## 概要
車両塗色は市販車のまま且つ、屋根に警光灯が付くものが殆どである。
警光灯は警察署を出る際、地方検察庁に出入りする際等に点灯させ、護送中は点灯させない。
窓は外から覗かれるのを防ぐためスモークフィルムが張られたり、また、少年や女性が同乗する場合に顔等が判らない様に運転席側1〜2列目にカーテンが装備されている。被疑者の逃走を防止するため窓の内側に鉄格子が装備されたり、各座席には手錠が常備されており、護送中はその手錠を掛けられ、シートベルトを装着させられる。運転席と後部座席が金網などで物理的に遮断されていたり、扉の外側両方に閂が装備されている。
大事件の被告人を護送する場合は、大型車一台に一人（と護送担当）を乗せる事もある。

## 歴史
- 1916年（大正5年）3月31日 - 警視庁の囚人護送馬車が自動車に置き換えられた[3]。

## バリエーション
- 小型護送車
  - ワンボックスカーやミニバンがベース。日産・キャラバン、トヨタ・ハイエースなど。覆面パトカー(捜査車両)扱いの車両も存在しており、日産・エルグランド(E50/E51)、日産・セレナ(C24/C25/C26 スズキ・ランディの場合もあり)などが採用されている。
- 中型護送車
  - マイクロバスがベースで、助手席用ドアが装備されている。トヨタ・コースター、日産・シビリアンなど。
- 大型護送車
  - 9mクラスの中型バスがベース。日野・メルファ、いすゞ・ガーラミオなど。小型、中型とは異なりクリーム地に青色のラインが入った専用塗装が採用されている。

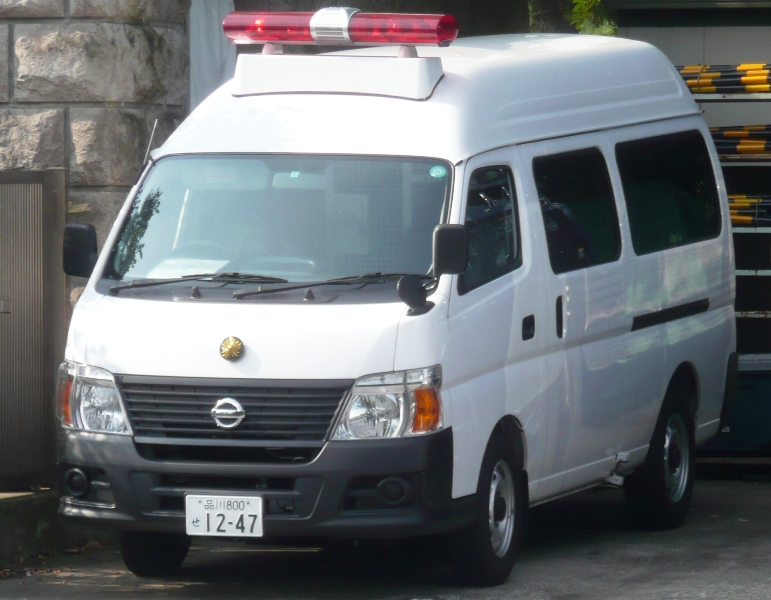
小型護送車
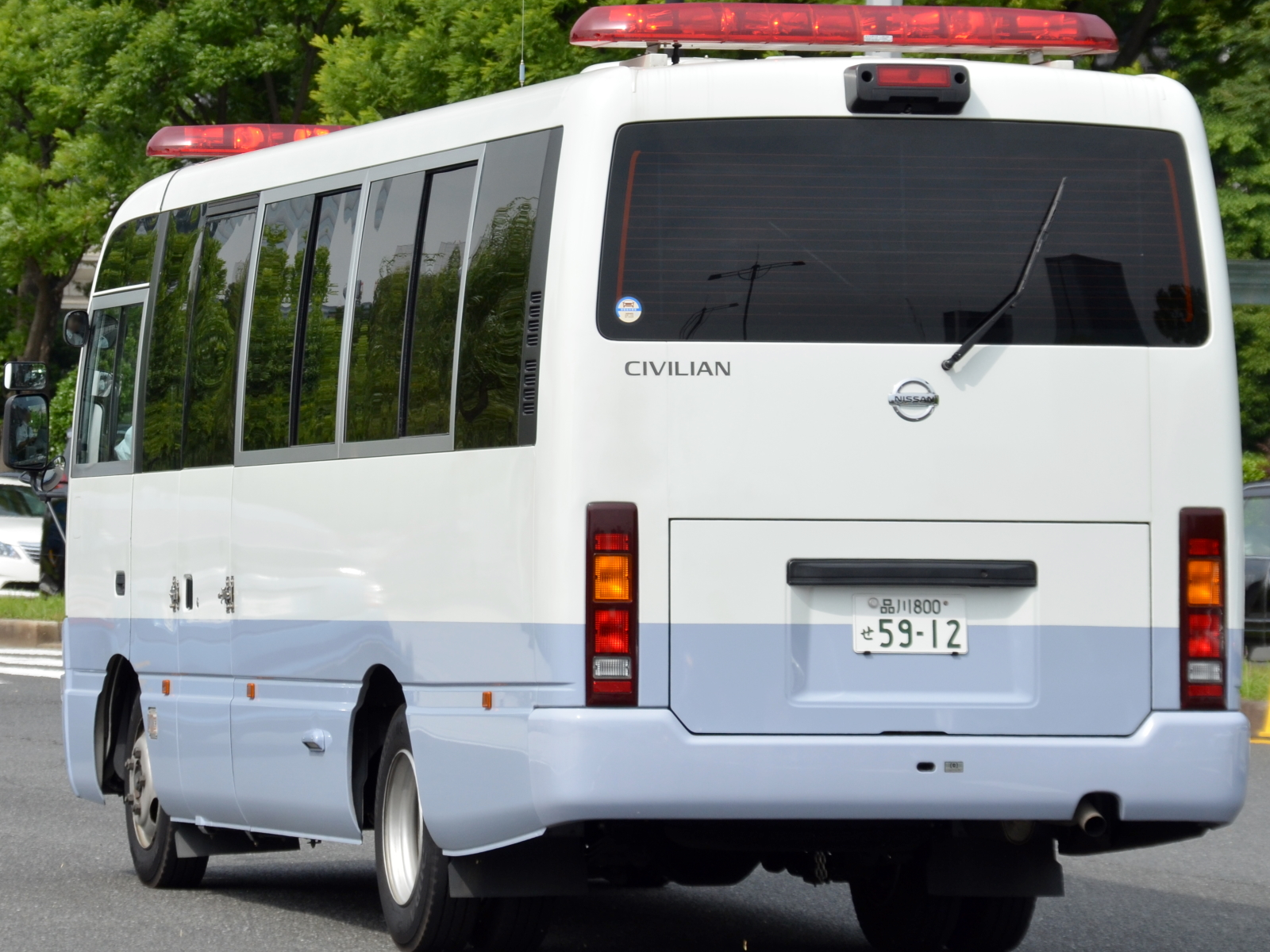
中型護送車
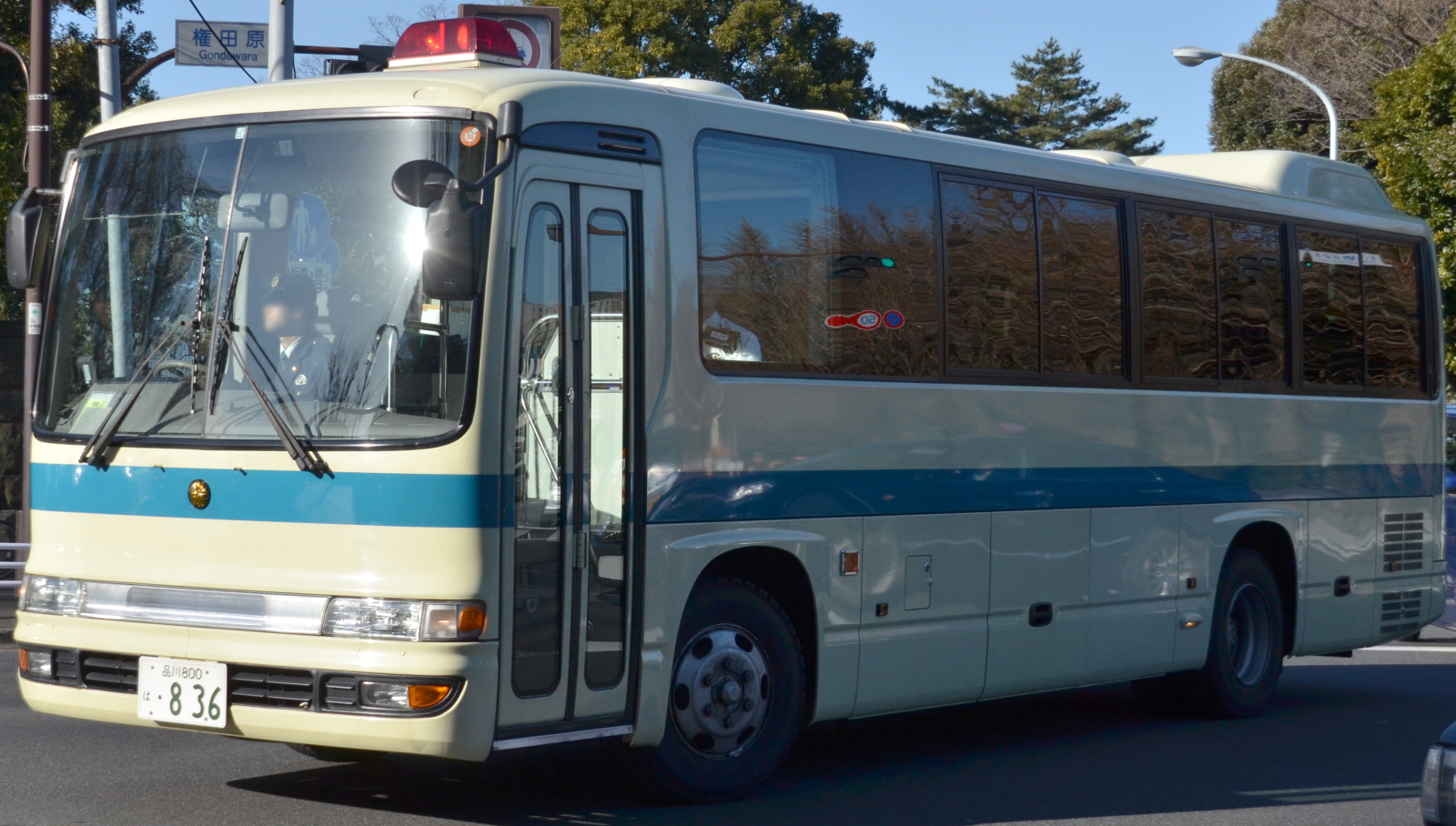
大型護送車